# Jennifer Gadirova
Jennifer Gadirova (geboren am 3. Oktober 2004 in Dublin, Irland) ist eine britische Kunstturnerin irischer Herkunft und aserbaidschanischer Abstammung.
Sie vertrat Großbritannien bei den Olympischen Sommerspielen 2020 in Tokio und gewann eine Bronzemedaille im Mannschaftswettkampf. Sie war Teil des britischen Teams, das bei den Weltmeisterschaften im Kunstturnen 2022 die Silbermedaille im Mannschaftswettkampf und die gleiche Medaille bei den Europameisterschaften 2022 gewann, ihr bestes Ergebnis überhaupt. Bei den Junioren-Weltmeisterschaften 2019 gewann sie eine Silbermedaille im Sprungfinale.
Jennifer Gadirova ist die Zwillingsschwester und Teamkollegin der Weltmeisterin von 2022 im Bodenturnen, Jessica Gadirova.